# お坊さんがズバリ!解決!紳助の駆け込み寺
『お坊さんがズバリ!解決!紳助の駆け込み寺』（おぼうさんがズバリ!かいけつ!しんすけのかけこみでら）とは、TBS系列で放送されていた特別番組である。

## 概要
駆け込み寺の僧侶の方々のありがたいお言葉で、より良い道に導いてもらう番組。この番組は、島崎和歌子は全回出演している。

### 紳助の芸能界引退に伴う対応
2011年9月8日には、第3弾が放送されるはずだったが、8月23日に島田紳助が暴力団との交際が発覚し、芸能界を引退したため放送されず、『世界の強運実話!もってる人グランプリ』を放送した。そして、引退から約3ヶ月後の12月1日に『お坊さんバラエティー芸能人駆け込み寺』と改題して放送され、MCは千原ジュニアが務めた。また、2012年5月17日にも『お坊さんバラエティー!芸能人駆け込み寺』として放送された。

## 出演者
MC
- 島田紳助（1回・2回）
- 千原ジュニア（千原兄弟）（3回・4回）

アシスタント
- 青木裕子（TBSアナウンサー・当時）（1回・2回）
- 田中みな実（TBSアナウンサー・当時）（3回）
- 小林麻耶（4回）

レギュラーパネラー
- 島崎和歌子

お坊さん

## ネット局

### 第1弾
| 放送対象地域   | 放送局名                  | 系列    | 放送日時                    | 遅れ日数   |
| -------------- | ------------------------- | ------- | --------------------------- | ---------- |
| 関東広域圏     | TBSテレビ（TBS）          | TBS系列 | 2011年3月3日 19:00 - 20:54  | 制作局     |
| 北海道         | 北海道放送（HBC）         | TBS系列 | 2011年3月3日 19:00 - 20:54  | 同時ネット |
| 岩手県         | IBC岩手放送（IBC）        | TBS系列 | 2011年3月3日 19:00 - 20:54  | 同時ネット |
| 宮城県         | 東北放送（TBC）           | TBS系列 | 2011年3月3日 19:00 - 20:54  | 同時ネット |
| 山形県         | テレビユー山形（TUY）     | TBS系列 | 2011年3月3日 19:00 - 20:54  | 同時ネット |
| 福島県         | テレビユー福島（TUF）     | TBS系列 | 2011年3月3日 19:00 - 20:54  | 同時ネット |
| 山梨県         | テレビ山梨（UTY）         | TBS系列 | 2011年3月3日 19:00 - 20:54  | 同時ネット |
| 新潟県         | 新潟放送（BSN）           | TBS系列 | 2011年3月3日 19:00 - 20:54  | 同時ネット |
| 長野県         | 信越放送（SBC）           | TBS系列 | 2011年3月3日 19:00 - 20:54  | 同時ネット |
| 静岡県         | 静岡放送（SBS）           | TBS系列 | 2011年3月3日 19:00 - 20:54  | 同時ネット |
| 富山県         | チューリップテレビ（TUT） | TBS系列 | 2011年3月3日 19:00 - 20:54  | 同時ネット |
| 石川県         | 北陸放送（MRO）           | TBS系列 | 2011年3月3日 19:00 - 20:54  | 同時ネット |
| 岡山県・香川県 | 山陽放送（RSK）           | TBS系列 | 2011年3月3日 19:00 - 20:54  | 同時ネット |
| 広島県         | 中国放送（RCC）           | TBS系列 | 2011年3月3日 19:00 - 20:54  | 同時ネット |
| 愛媛県         | あいテレビ（ITV）         | TBS系列 | 2011年3月3日 19:00 - 20:54  | 同時ネット |
| 熊本県         | 熊本放送（RKK）           | TBS系列 | 2011年3月3日 19:00 - 20:54  | 同時ネット |
| 中京広域圏     | 中部日本放送（CBC）       | TBS系列 | 2011年3月31日 13:55 - 15:56 | 27日遅れ   |
| 近畿広域圏     | 毎日放送（MBS）           | TBS系列 | 2011年4月5日 13:55 - 15:50  | 32日遅れ   |
| 鳥取県・島根県 | 山陰放送（BSS）           | TBS系列 | 2011年4月18日 13:55 - 15:50 | 45日遅れ   |
| 長崎県         | 長崎放送（NBC）           | TBS系列 | 2011年7月16日 14:00 - 15:54 | 134日遅れ  |

### 第2弾
| 放送対象地域   | 放送局                    | 系列    | 放送日時                    | 遅れ日数   |
| -------------- | ------------------------- | ------- | --------------------------- | ---------- |
| 関東広域圏     | TBSテレビ（TBS）          | TBS系列 | 2011年5月12日 19:00 - 20:54 | 制作局     |
| 北海道         | 北海道放送（HBC）         | TBS系列 | 2011年5月12日 19:00 - 20:54 | 同時ネット |
| 岩手県         | IBC岩手放送（IBC）        | TBS系列 | 2011年5月12日 19:00 - 20:54 | 同時ネット |
| 宮城県         | 東北放送（TBC）           | TBS系列 | 2011年5月12日 19:00 - 20:54 | 同時ネット |
| 山形県         | テレビユー山形（TUY）     | TBS系列 | 2011年5月12日 19:00 - 20:54 | 同時ネット |
| 福島県         | テレビユー福島（TUF）     | TBS系列 | 2011年5月12日 19:00 - 20:54 | 同時ネット |
| 山梨県         | テレビ山梨（UTY）         | TBS系列 | 2011年5月12日 19:00 - 20:54 | 同時ネット |
| 新潟県         | 新潟放送（BSN）           | TBS系列 | 2011年5月12日 19:00 - 20:54 | 同時ネット |
| 長野県         | 信越放送（SBC）           | TBS系列 | 2011年5月12日 19:00 - 20:54 | 同時ネット |
| 静岡県         | 静岡放送（SBS）           | TBS系列 | 2011年5月12日 19:00 - 20:54 | 同時ネット |
| 富山県         | チューリップテレビ（TUT） | TBS系列 | 2011年5月12日 19:00 - 20:54 | 同時ネット |
| 石川県         | 北陸放送（MRO）           | TBS系列 | 2011年5月12日 19:00 - 20:54 | 同時ネット |
| 岡山県・香川県 | 山陽放送（RSK）           | TBS系列 | 2011年5月12日 19:00 - 20:54 | 同時ネット |
| 広島県         | 中国放送（RCC）           | TBS系列 | 2011年5月12日 19:00 - 20:54 | 同時ネット |
| 愛媛県         | あいテレビ（ITV）         | TBS系列 | 2011年5月12日 19:00 - 20:54 | 同時ネット |
| 長崎県         | 長崎放送（NBC）           | TBS系列 | 2011年5月12日 19:00 - 20:54 | 同時ネット |
| 熊本県         | 熊本放送（RKK）           | TBS系列 | 2011年5月12日 19:00 - 20:54 | 同時ネット |
| 鹿児島県       | 南日本放送（MBC）         | TBS系列 | 2011年5月12日 19:00 - 20:54 | 同時ネット |
| 福岡県         | RKB毎日放送（RKB）        | TBS系列 | 2011年5月22日 14:00 - 15:54 | 10日遅れ   |
| 近畿広域圏     | 毎日放送（MBS）           | TBS系列 | 2011年5月29日 14:58 - 17:00 | 17日遅れ   |
| 中京広域圏     | 中部日本放送（CBC）       | TBS系列 | 2011年5月29日 15:00 - 17:00 | 17日遅れ   |
| 鳥取県・島根県 | 山陰放送（BSS）           | TBS系列 | 2011年6月19日 15:00 - 16:54 | 38日遅れ   |
| 宮崎県         | 宮崎放送（MRT）           | TBS系列 | 2011年7月23日 13:00 - 14:54 | 72日遅れ   |

### 第3弾
| 放送対象地域   | 放送局                    | 系列    | 放送日時                     | 遅れ日数   |
| -------------- | ------------------------- | ------- | ---------------------------- | ---------- |
| 関東広域圏     | TBSテレビ（TBS）          | TBS系列 | 2011年12月1日 19:00 - 20:54  | 制作局     |
| 北海道         | 北海道放送（HBC）         | TBS系列 | 2011年12月1日 19:00 - 20:54  | 同時ネット |
| 宮城県         | 東北放送（TBC）           | TBS系列 | 2011年12月1日 19:00 - 20:54  | 同時ネット |
| 山形県         | テレビユー山形（TUY）     | TBS系列 | 2011年12月1日 19:00 - 20:54  | 同時ネット |
| 福島県         | テレビユー福島（TUF）     | TBS系列 | 2011年12月1日 19:00 - 20:54  | 同時ネット |
| 新潟県         | 新潟放送（BSN）           | TBS系列 | 2011年12月1日 19:00 - 20:54  | 同時ネット |
| 長野県         | 信越放送（SBC）           | TBS系列 | 2011年12月1日 19:00 - 20:54  | 同時ネット |
| 静岡県         | 静岡放送（SBS）           | TBS系列 | 2011年12月1日 19:00 - 20:54  | 同時ネット |
| 富山県         | チューリップテレビ（TUT） | TBS系列 | 2011年12月1日 19:00 - 20:54  | 同時ネット |
| 石川県         | 北陸放送（MRO）           | TBS系列 | 2011年12月1日 19:00 - 20:54  | 同時ネット |
| 近畿広域圏     | 毎日放送（MBS）           | TBS系列 | 2011年12月1日 19:00 - 20:54  | 同時ネット |
| 岡山県・香川県 | 山陽放送（RSK）           | TBS系列 | 2011年12月1日 19:00 - 20:54  | 同時ネット |
| 広島県         | 中国放送（RCC）           | TBS系列 | 2011年12月1日 19:00 - 20:54  | 同時ネット |
| 愛媛県         | あいテレビ（ITV）         | TBS系列 | 2011年12月1日 19:00 - 20:54  | 同時ネット |
| 熊本県         | 熊本放送（RKK）           | TBS系列 | 2011年12月1日 19:00 - 20:54  | 同時ネット |
| 鹿児島県       | 南日本放送（MBC）         | TBS系列 | 2011年12月1日 19:00 - 20:54  | 同時ネット |
| 岩手県         | IBC岩手放送（IBC）        | TBS系列 | 2011年12月8日 19:00 - 20:54  | 7日遅れ    |
| 中京広域圏     | 中部日本放送（CBC）       | TBS系列 | 2011年12月10日 12:57 - 15:00 | 9日遅れ    |
| 山口県         | テレビ山口（tys）         | TBS系列 | 2011年12月22日 19:00 - 20:54 | 21日遅れ   |
| 宮崎県         | 宮崎放送（MRT）           | TBS系列 | 2012年1月5日 19:00 - 20:54   | 35日遅れ   |
| 鳥取県・島根県 | 山陰放送（BSS）           | TBS系列 | 2012年1月7日 12:00 - 13:54   | 37日遅れ   |

### 第4弾
| 放送対象地域   | 放送局                    | 系列    | 放送日時                    | 遅れ日数   |
| -------------- | ------------------------- | ------- | --------------------------- | ---------- |
| 関東広域圏     | TBSテレビ（TBS）          | TBS系列 | 2012年5月17日 19:00 - 20:54 | 制作局     |
| 岩手県         | IBC岩手放送（IBC）        | TBS系列 | 2012年5月17日 19:00 - 20:54 | 同時ネット |
| 宮城県         | 東北放送（TBC）           | TBS系列 | 2012年5月17日 19:00 - 20:54 | 同時ネット |
| 山形県         | テレビユー山形（TUY）     | TBS系列 | 2012年5月17日 19:00 - 20:54 | 同時ネット |
| 福島県         | テレビユー福島（TUF）     | TBS系列 | 2012年5月17日 19:00 - 20:54 | 同時ネット |
| 山梨県         | テレビ山梨（UTY）         | TBS系列 | 2012年5月17日 19:00 - 20:54 | 同時ネット |
| 新潟県         | 新潟放送（BSN）           | TBS系列 | 2012年5月17日 19:00 - 20:54 | 同時ネット |
| 長野県         | 信越放送（SBC）           | TBS系列 | 2012年5月17日 19:00 - 20:54 | 同時ネット |
| 静岡県         | 静岡放送（SBS）           | TBS系列 | 2012年5月17日 19:00 - 20:54 | 同時ネット |
| 富山県         | チューリップテレビ（TUT） | TBS系列 | 2012年5月17日 19:00 - 20:54 | 同時ネット |
| 石川県         | 北陸放送（MRO）           | TBS系列 | 2012年5月17日 19:00 - 20:54 | 同時ネット |
| 鳥取県・島根県 | 山陰放送（BSS）           | TBS系列 | 2012年5月17日 19:00 - 20:54 | 同時ネット |
| 岡山県・香川県 | 山陽放送（RSK）           | TBS系列 | 2012年5月17日 19:00 - 20:54 | 同時ネット |
| 愛媛県         | あいテレビ（ITV）         | TBS系列 | 2012年5月17日 19:00 - 20:54 | 同時ネット |
| 長崎県         | 長崎放送（NBC）           | TBS系列 | 2012年5月17日 19:00 - 20:54 | 同時ネット |
| 熊本県         | 熊本放送（RKK）           | TBS系列 | 2012年5月17日 19:00 - 20:54 | 同時ネット |
| 北海道         | 北海道放送（HBC）         | TBS系列 | 2012年5月26日 14:03 - 16:00 | 9日遅れ    |
| 近畿広域圏     | 毎日放送（MBS）           | TBS系列 | 2012年6月3日 12:54 - 14:58  | 17日遅れ   |
| 鹿児島県       | 南日本放送（MBC）         | TBS系列 | 2012年6月16日 14:00 - 15:54 | 30日遅れ   |
| 宮崎県         | 宮崎放送（MRT）           | TBS系列 | 2012年6月30日 14:00 - 15:54 | 44日遅れ   |
| 福岡県         | RKB毎日放送（RKB）        | TBS系列 | 2012年6月30日 15:00 - 17:00 | 44日遅れ   |
| 広島県         | 中国放送（RCC）           | TBS系列 | 2012年7月7日 14:00 - 16:00  | 51日遅れ   |
| 中京広域圏     | 中部日本放送（CBC）       | TBS系列 | 2012年7月21日 12:57 - 15:00 | 65日遅れ   |
| 大分県         | 大分放送（OBS）           | TBS系列 | 2012年8月25日 14:00 - 15:54 | 100日遅れ  |

## スタッフ
- 製作著作：TBS